# Амудар'їнський скарб
37°06′21″ пн. ш. 68°18′23″ сх. д. / 37.105833° пн. ш. 68.306389° сх. д.

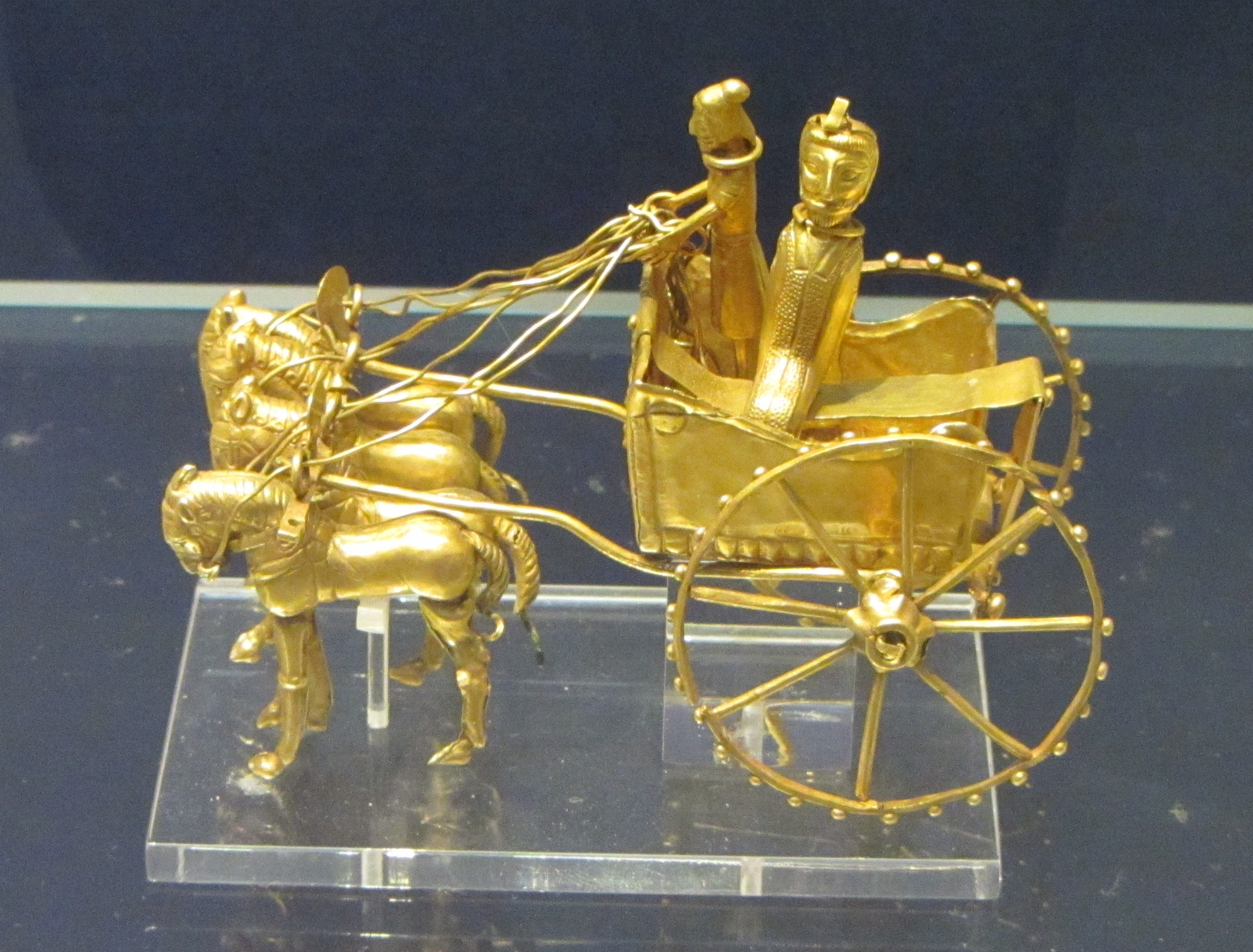
Золота модель колісниці

Амудар'їнський скарб (перс. گنجینه آمودریا) — це колекція з приблизно 180 уцілілих металевих виробів із золота та срібла, більшість із яких порівняно невеликих розмірів, і близько 200 монет перського періоду Ахеменідів, які були знайдені біля річки Амудар'я приблизно в 1877—1880 роках. Точне місце і дата знахідки залишаються неясними, але часто припускають, що вони розташовані поблизу Кобадіяна. Цілком ймовірно, що багато інших шматків зі скарбу було переплавлено для отримання злитків; перші звіти свідчать про те, що спочатку було близько 1500 монет, і згадуються типи металевих виробів, яких немає серед уцілілих частин. Вважається, що металоконструкції датуються шостим-четвертим століттями до нашої ери, але монети демонструють більший діапазон, причому деякі з них, як вважають, належать до скарбу приблизно 200 року до нашої ери. Найвірогідніше походження скарбу полягає в тому, що він належав храму, де протягом тривалого періоду зберігалися вотивні жертви. Як він потрапив на зберігання, невідомо.
Як група, це скарб є найважливішим збереженим з того, що колись було величезним виробництвом ахеменідських виробів із дорогоцінного металу. Він демонструє дуже широкий діапазон якості виконання, з безліччю золотих вотивних табличок, в основному грубо виконаних, деякі, можливо, були зроблені самими дарувальниками, в той час як інші предмети чудової якості, імовірно того, кого чекав суд.
Зараз у Британському музеї зберігаються майже всі металеві вироби, що збереглися, а також один із пари браслетів із головою грифона, позичений у Музеї Вікторії та Альберта, і виставляється в кімнаті 52. Група прибула до музею різними шляхами, з багатьма предметами, заповіданими нації Августом Волластоном Френксом. Монети більш розкидані, і їх важче міцно з'єднати зі скарбом. Група, яка, як вважають, походить від нього, міститься в Ермітажі в Санкт-Петербурзі, а в інших колекціях є зразки.

## Об'єкти

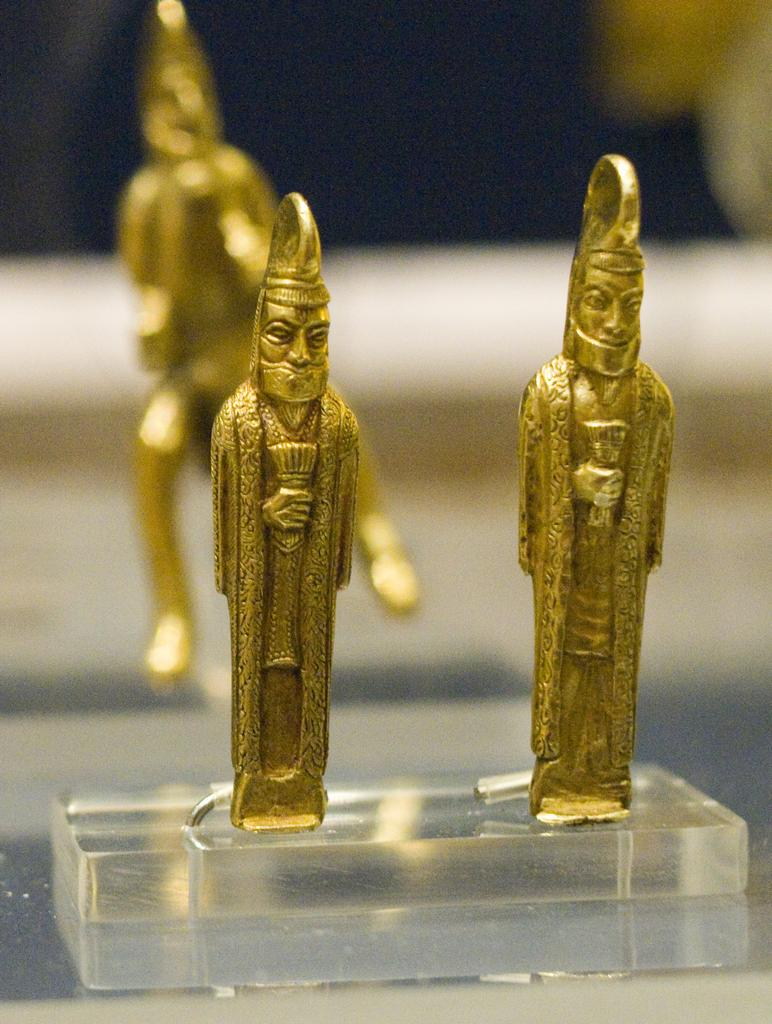
Золоті статуетки з барсомами та вершником позаду

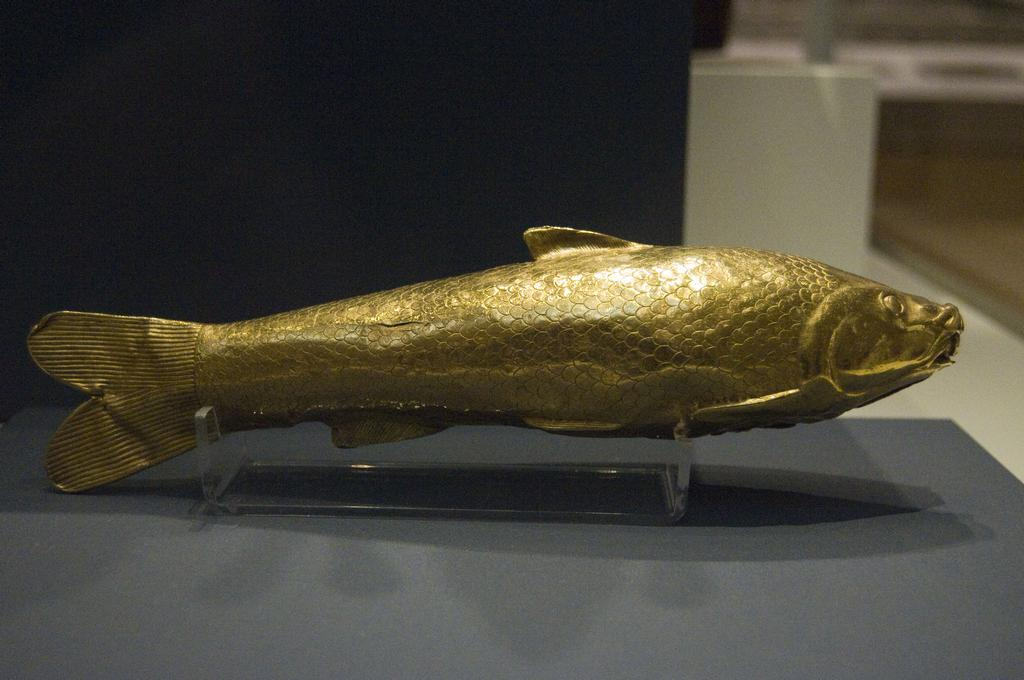
Судно із золотою рибкою

Ахеменідський стиль виник швидко з дуже швидким зростанням величезної імперії, яка поглинула мистецькі центри стародавнього Близького Сходу та більшу частину грецького світу, а також змішані впливи та митців із них. Хоча тривалий вплив цих джерел часто можна виявити, Ахеменіди сформували окремий власний стиль.
Браслети з головами грифонів із скарбу типові для придворного стилю Ахеменідської Персії 5-4 ст. до н. е. Браслети, подібні до браслетів зі скарбу, можна побачити на рельєфах з Персеполя, які дарували як данину, тоді як Ксенофонт пише, що браслети (серед іншого) були подарунками честі при перському дворі. Вставки зі скла, емалі або напівдорогоцінного каміння в порожнинах браслетів тепер втрачені.
Сер Джон Бордман вважає золоті піхви, прикрашені крихітними фігурками, що показують полювання на лева, до-ахеменідською мідійською роботою приблизно 600 р. до н. е., спираючись на ассирійські стилі, хоча інші вчені не погоджуються, і Британський музей продовжує датувати їх 5-м або 4-м століттями.
Збережені предмети, що складають невизначену частку від первинних знахідок, можна розділити на кілька груп.

### Скульптури
Тут є кілька маленьких статуеток, деякі з яких, можливо, були відокремлені від більш великих об'єктів. Одиночні чоловічі фігури, мабуть, зображують віруючих, а не божества. Найбільша з них найбільш незвичайна для перського мистецтва, оскільки зображає оголеного юнака (в сріблі), що стоїть в офіційній позі, у великому конічному капелюсі, покритому золотою фольгою. Статуетка демонструє грецький вплив у фігурі і в тому факті, що вона оголена, але не є типовою для давньогрецького мистецтва. Дві порожнисті золоті голови молодих чоловіків, досить грубо виконані, ймовірно, належали до композитних статуй з основним тілом з дерева або іншого матеріалу. Одна фігура зі срібла та золота має головний убір, який свідчить про те, що він може бути королем.
Інші скульптурні об'єкти включають дві моделі колісниць із золота, одну незавершену, плюс фігури коня і вершника, які можуть належати до цієї або іншим модельним груп, а також двох інших коней, вирізаних з листового золота. Колеса повної колісниці спочатку мали вільно обертатися, і в давнину вона була принаймні один раз відремонтована. Її тягнуть чотири коні (досить маленькі, між якими збереглося лише дев'ять ніг) і везуть дві фігури, водія та пасажира, що сидить, обидва в торках. Колісниця має поручні позаду, щоб допомогти сідати та виходити, а суцільна передня частина несе обличчя єгипетського бога-карлика Беса. Ібекс, що стрибає, був, ймовірно, ручкою вази типу амфори, і його можна порівняти з ручками, показаними на посудинах для данини на рельєфах Персеполя, а також зразком, який зараз перебуває в Луврі.

### Ювелірні вироби та фурнітура
Два браслети з головами грифонів, безумовно, є найбільш ефектними виробами, незважаючи на відсутність кам'яних вставок. Існує ряд інших браслетів, деякі, можливо, торки для шиї, кілька з простішими кінцями голови тварин, які по-різному зображують кіз, козлів, овець, биків, качок, левів і фантастичних істот. Багато мають вставки або порожні клітини для них. Раніше вважалося, що ця техніка була отримана від давньоєгипетських ювелірних виробів (як у деяких похованнях Тутанхамона), але тепер відомі ассирійські зразки. Тут є 12 каблучок для пальців із плоскими рамками, вигравіюваними для використання як персні для печаток, і дві кам'яні циліндричні печатки, на одній із яких зображена сцена битви.
Браслети з головами грифонів також були самими складними у виготовленні предметами: їх відливали з декількох елементів, потім обробляли в найрізноманітніших техніках і споювали разом. Деякі поверхні дуже тонкі і мають ознаки пошкоджень, і в одному місці їх можна відремонтувати за допомогою припаяної латки.
«Золота бляха у вигляді лева-грифона з тілом гірського козла і хвостом у формі листа», без інкрустації, має ззаду два зубці для кріплення і, можливо, була окрасою шапки, волосся або частиною якого-небудь предмета. Ноги тварини складені під тулубом у спосіб, характерний для скіфського звіриного стилю українських степів, вплив також видно на інших предметах, таких як перстень із левом.

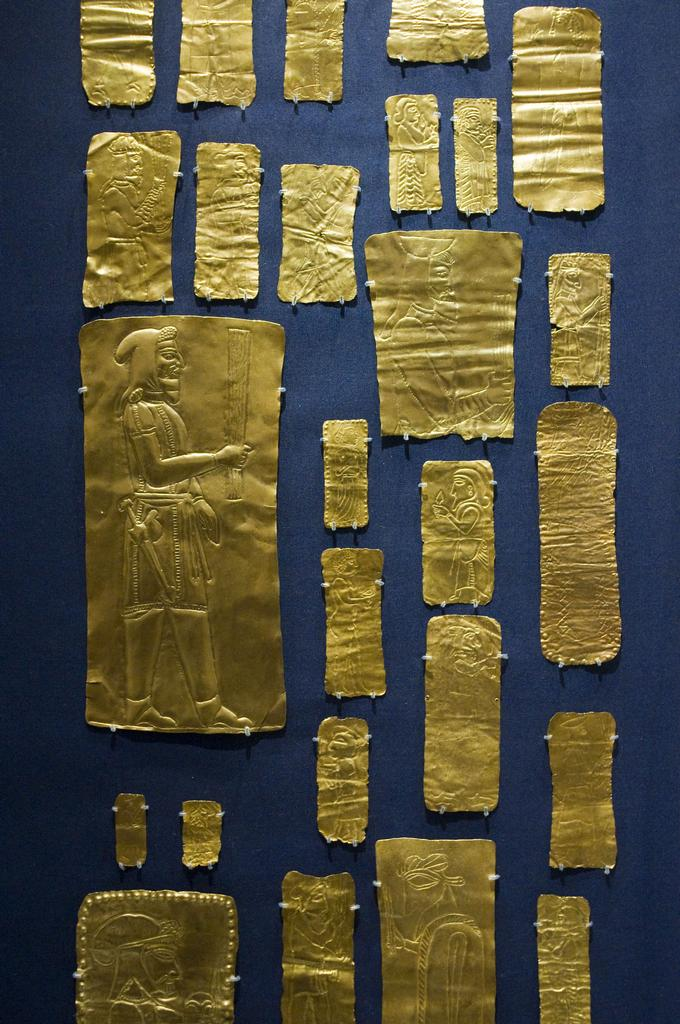
Вотивні таблички

Можна дізнатися стилізований орнамент у вигляді пташиних голів, як і вишукано прикрашені піхви Серединної форми, дуже схожі на піхви солдата з рельєфу Персеполя, де вони утворюють гребінь на футляр для лука. Здається, це єдині предмети, пов'язані зі зброєю, хоча інші предмети могли прикрашати кінську збрую. Інша група табличок, ймовірно, була брактеатами, призначеними для пришивання до одягу через маленькі отвори по краях. Вони мають різноманітні мотиви, включно з обличчям єгипетського бога-карлика Беса, левів-грифонів, сфінкса та вирізаної фігури, яка, очевидно, зображує короля (див. ілюстрацію нижче; Бес розташований у центрі верхнього ряду, король унизу праворуч).

### Вотивні таблички
У Британському музеї зберігається 51 тонка золота табличка з вирізьбленим малюнком, які вважаються обітними табличками, залишеними віруючими в храмі як підношення божеству. Вони здебільшого прямокутні з вертикальним малюнком і заввишки від 2 до 20 см (0,79 -7,87 дюйма). Більшість показує одну людську фігуру, яка дивиться ліворуч, багато з них несуть пучок гілок, який називається барсом, який використовується в жертвоприношеннях; вони, ймовірно, представляють оферента. Одяг фігур демонструє типи, відомі сучасним історикам як «мідійські» та «перські», а якість виконання здебільшого відносно низька, але дуже відрізняється, причому деякі, здається, були надрізані аматорами. Три показують тварин, коня, віслюка та верблюда; можливо, предметом пожертви було їхнє здоров'я. Одна велика фігура зображена на неглибокому рельєфі всередині врізаного контуру (ілюстровано).

### Судини
До лондонської групи належать чаші, золотий глечик і ручка від вази або глечика у формі козла, що стрибає, схожа на крилату ручку Ахеменідів у Луврі. Ритонових посудин для пиття не знайдено, але в Британському музеї є два інших екземпляри Ахеменідів, один із яких закінчується головою грифона, подібною до тієї, що на браслетах у скарбі. Порожниста золота рибка, очевидно, являє вид коропа, що трапляється лише в Амудар'ї, має отвір у роті та петлю для підвішування; він міг містити олію чи парфуми або висіти як одна з групи підвісок.

### Монети
Асоціація вцілілих монет зі скарбом є менш загальновизнаною, ніж для інших предметів, і О. М. Далтон із Британського музею, автор монографії про скарб, не хотів ідентифікувати будь-які конкретні монети як його частину, тоді як сер Олександр Каннінгем (див. нижче) не погодився, ідентифікувавши близько 200 монет. Російський вчений Є. В. Зеймал пов'язав 521 монету, що збереглася, зі скарбом, не подовжуючи terminus post quem для зберігання скарбу за межі цифри Каннінгема приблизно 180 р. до н. е. Монети, пов'язані з цим скарбом, становлять зразки з різних монетних дворів Ахеменідів і датуються, а також пізніші монети після завоювання імперії Александром Македонським, причому останньою була час правління Антіоха Великого (правління 223—187 до н. е.) та Євтидема I Бактрії (правління прибл. 235 до н. е.).

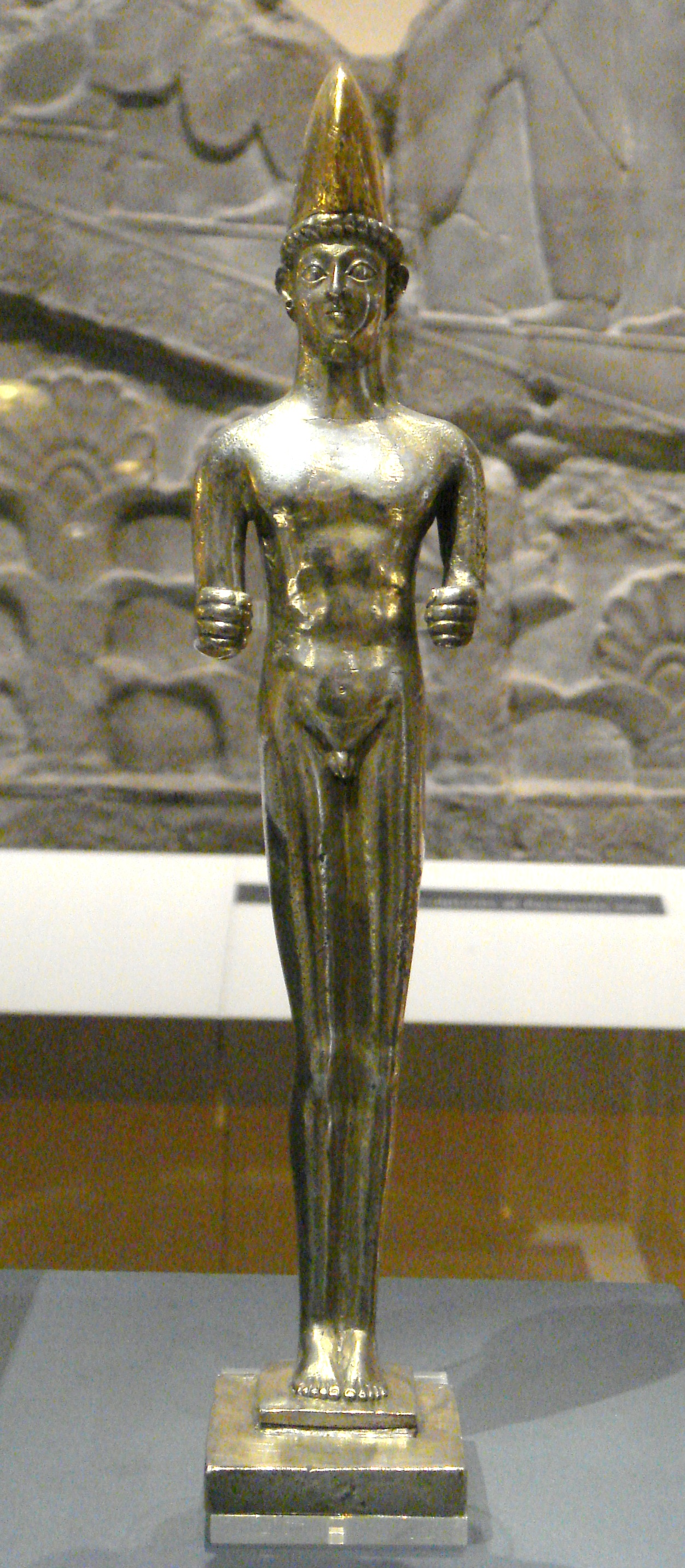
Статуетка оголеного юнака
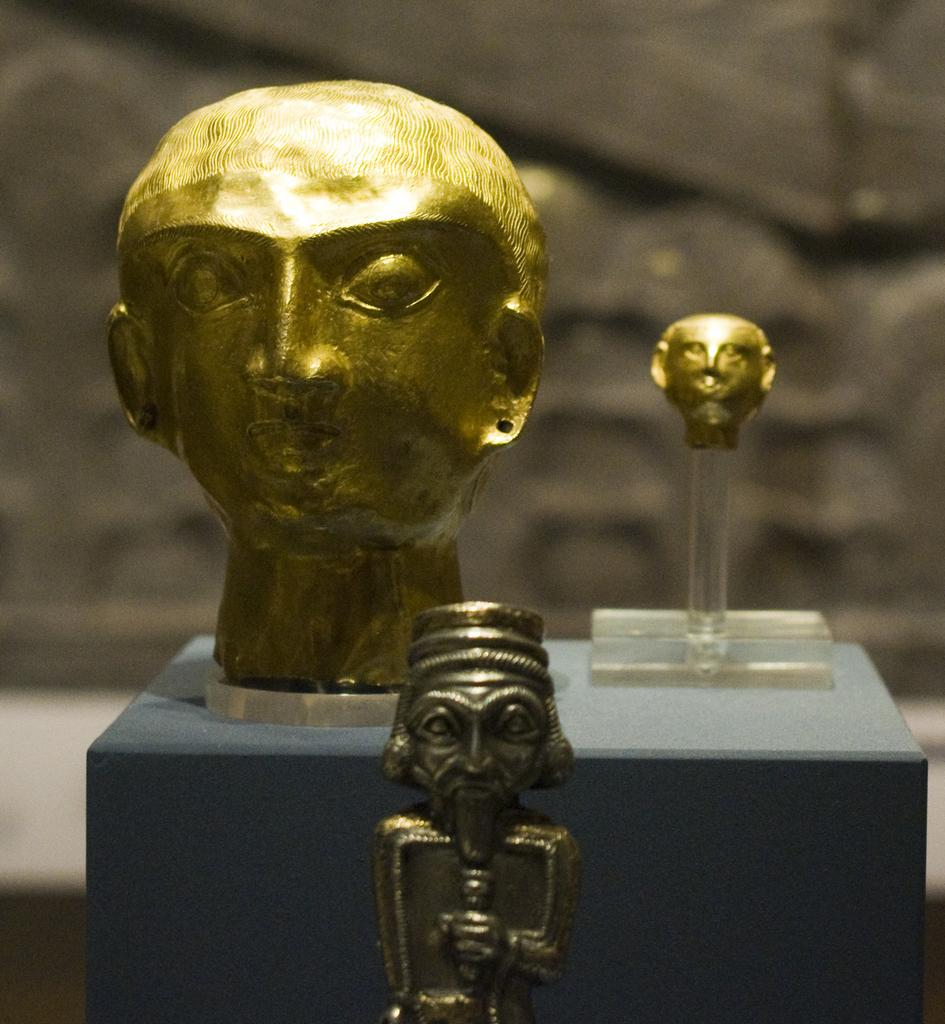
Дві порожнисті голови зі статуеткою, можливо, короля попереду
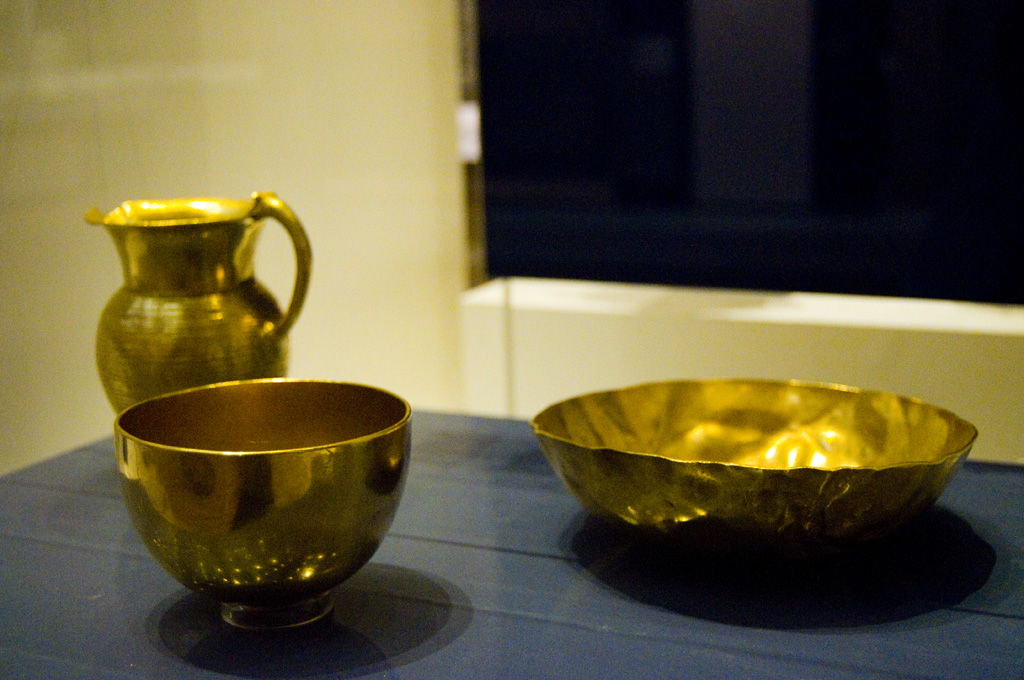
Глечик і дві миски

## Історія

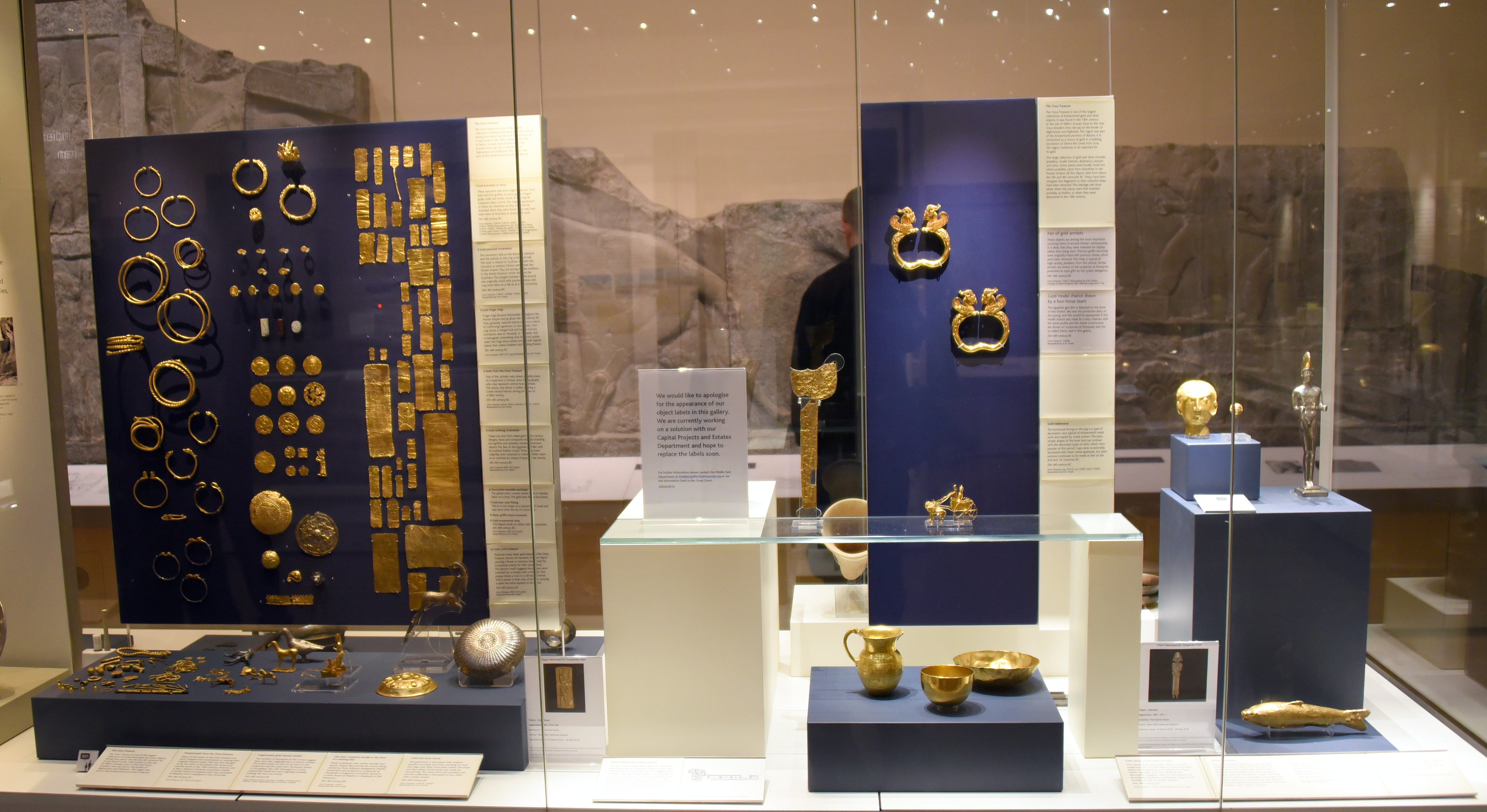
Амудар'їнський скарб у кімнаті 52 Британського музею

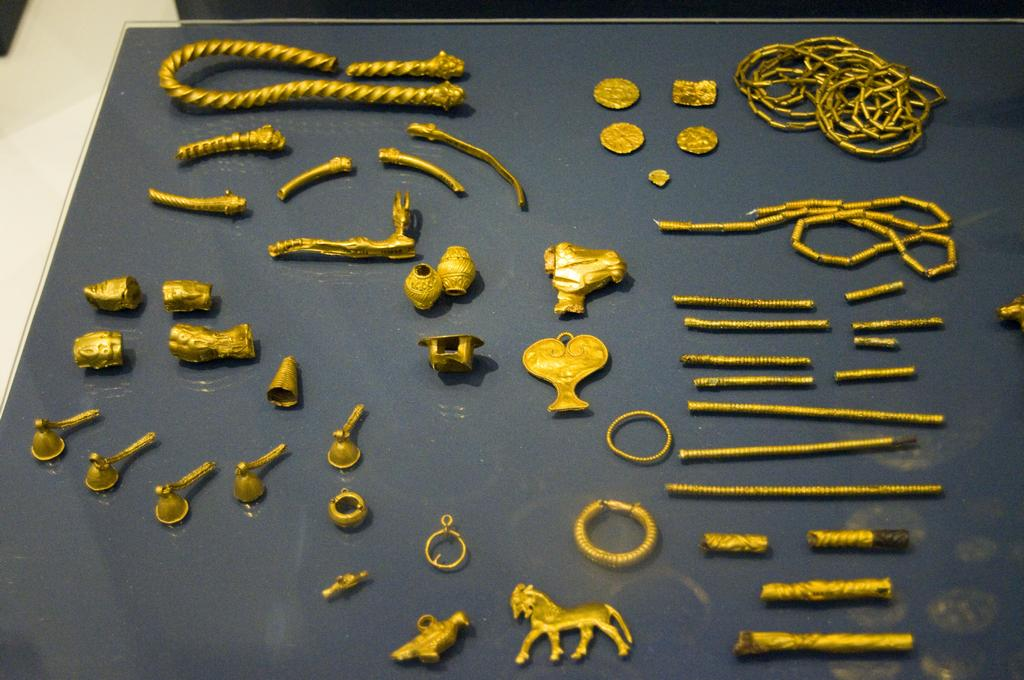
Різні дрібні предмети з Амудар'їнського скарбу

Скарб, очевидно, був виявлений місцевими жителями десь на північному березі Амудар'ї на території сучасного Таджикистану, але перебував у 1870-х роках у Бухарському еміраті, який був у процесі поглинання Російською імперією. Тоді, як і зараз, південний берег Амудар'ї був Афганістаном; у період, коли скарб виник, уся територія була частиною Перської імперії. Приблизна область відкриття досить ясна; це було поблизу, можливо, приблизно за три милі на південь від Тахті-Сангіна, де радянські археологи у 20-му столітті розкопали важливий храм, у якому було знайдено велику кількість металевих виробів та інших предметів, які, здається, зберігалися приблизно з 300 року до нашої ери до третього століття нашої ери. Незважаючи на спокусу пов'язати храм і скарби, як припускають деякі вчені, діапазон знайдених предметів і дата заснування храму, запропонована археологами близько 300 р. до н. е., не зовсім збігаються. Ця територія була головним стародавнім пунктом перетину Амудар'ї, і скарб, можливо, прибув звіддалік.
Першою друкованою згадкою про скарб була стаття в російській газеті в 1880 році, написана російським генералом, який у 1879 році перебував у цьому районі, розпитуючи про Транскаспійську залізницю, яку росіяни щойно почали будувати. Він розповів, що місцеві звіти повідомляли, що скарби були знайдені в руїнах стародавнього форту під назвою «Тахт-і Кувад», який був проданий індійським купцям. Пізніший звіт сера Александра Каннінгема, британського генерала та археолога, який був першим директором Археологічної служби Індії, описав знахідки, які, за його словами, почалися в 1877 році, як такі, що були в самій річці, «розкидані в пісках річки», в місці, яке оголилося в сухий сезон, хоча інший опис, який він дав пізніше, заснований на новій інформації, досить заплутав це питання. Багато виробів Каннінгем придбав сам через дилерів у північній Індії (сучасний Пакистан). В іншому звіті британського генерала, якому належать деякі об'єкти, Йдеться, що вони були виявлені в 1876 році, оголені «зсувом берега річки». Сповнені надії копачі продовжували розкопувати це місце роками після цього, і, можливо, предмети продовжували знаходити. У звітах місцевих жителів згадується багато золотих «ідолів», золотого тигра та інші предмети, які не відповідають уцілілим шматкам.

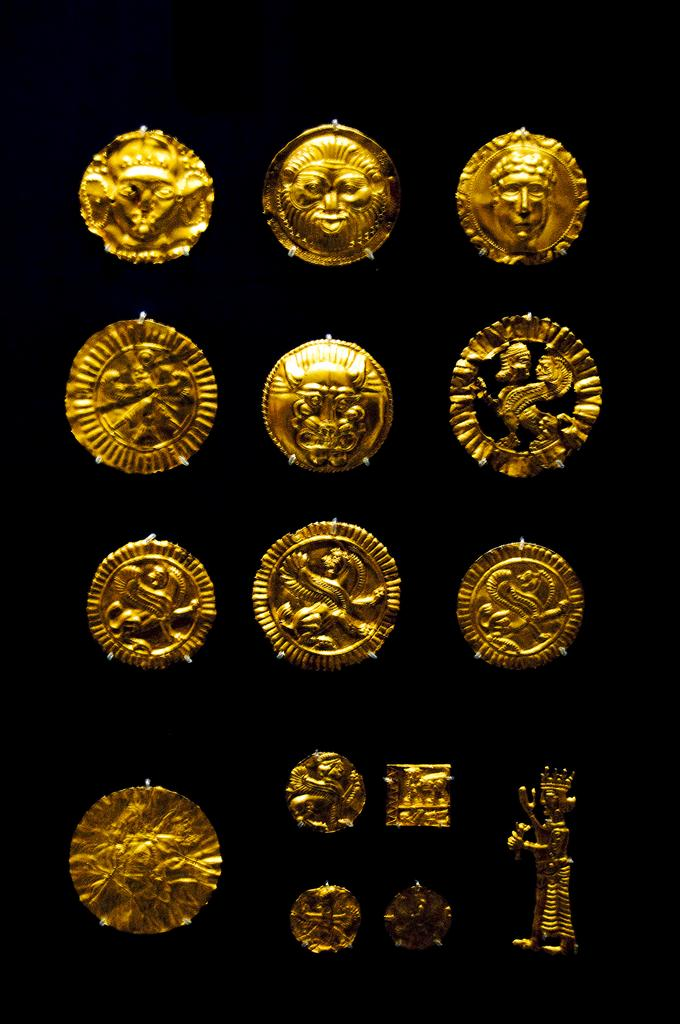
Золоті таблички для кріплення на одяг

Одна велика група об'єктів, можливо, основна частина скарбу, була куплена у місцевих жителів трьома купцями з Бухари в 1880 році, які нерозумно залишили свій конвой на дорозі на південь від Кабула до Пешавара та були захоплені афганськими племенами, які винесли їх разом із товарами на пагорби, але дозволили слузі торговців втекти. Звістка про цей епізод дійшла до капітана Френсіса Чарльза Бертона, британського політичного офіцера в Афганістані, який негайно вирушив із двома санітарами. Близько опівночі він натрапив на грабіжників, які вже почали битися між собою, ймовірно через поділ награбованого, причому четверо з них лежали пораненими на землі. Скарби були розкладені на підлозі печери, в якій вони були заховані. Бертон швидко здобув значну частину скарбів, а пізніше і ще частина, яку повернув торговцям. На знак подяки вони продали йому браслет, який він продав Музею Вікторії та Альберта (нині позичений Британському музею) за 1000 фунтів стерлінгів у 1884 році. Потім купці продовжили шлях до Равалпінді в сучасному Пакистані, щоб продати решту скарбу; Каннінгем придбав багато з цих творів, а через дилерів Френкс і інші. Грабіжники, очевидно, вважали предмети за злитки, і розрізали деякі більші, наприклад золоті піхви, які зараз містяться в Британському музеї. Інші частини могли бути розрізані в давнину (наприклад, срібло) або після виявлення на цьому місці. Пізніше Френкс придбав колекцію Каннінгема та заповів усі свої предмети Британському музею після своєї смерті в 1897 році.
Неповну модель колісниці та окрему фігуру вершника подарував тодішньому віцекоролю Індії Роберту Булвер-Літтону, 1-му графу Літтону (сину письменника-бестселера) сер Луїс Каваґнарі, британський представник у Кабулі після Другої англо-афганської війни. Каваґнарі, його місія та їхня охорона були вбиті в Кабулі 3 вересня 1879 року. Вершник Літтона був придбаний Британським музеєм у 1931 році, а група колісниць — у 1953 році.

## Релігійний контекст
Царі Ахеменідів, принаймні після Кіра Великого та Камбіса, описують себе в написах як поклонників Агурамазди, але незрозуміло, чи включала їхня релігійна практика зороастризм. Також очевидно, що це було не перський спосіб нав'язувати царські релігійні вірування своїх підданих (як, наприклад, євреям, релігійні обряди яких ніхто не втручався після того, як вони були завойовані). Іншими перськими культами були поклоніння Мітрі та Зурвану, а інші місцеві культи, здається, продовжували існувати під час імперії. Релігійний контекст скарбу неясний, хоча вважається, що він походить із храму.

## Автентичність

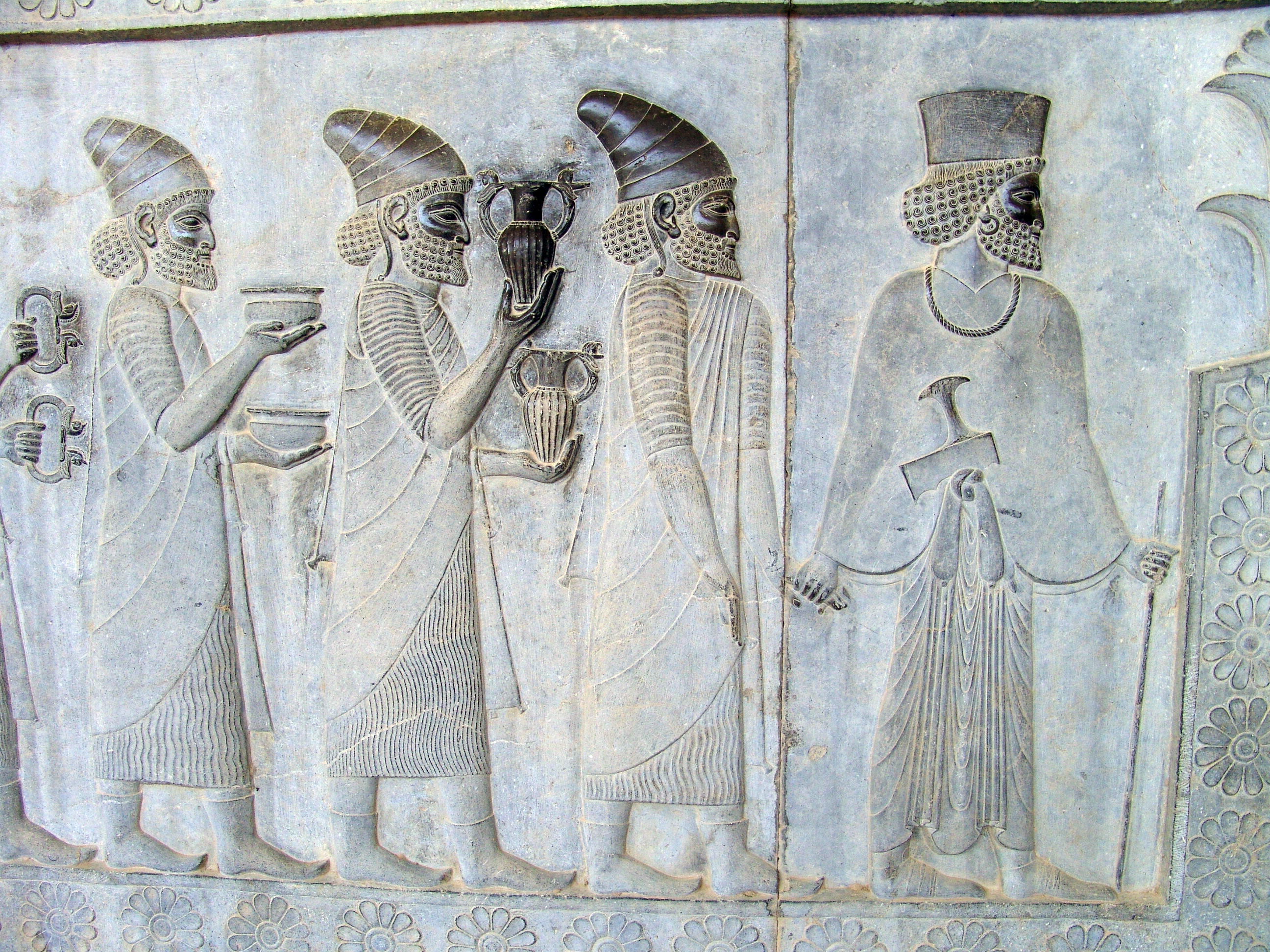
Подібні об'єкти на рельєфах «Ападама» в Персеполі: нарукавники, чаші та амфори з ручками грифона віддані як данина

Обставини виявлення та продажу предметів, а також різноманітність стилів і якість виготовлення з самого початку ставлять під сумнів їхню достовірність і вимагають обережного поводження з Амудар'їнським скарбом, оскільки він пройшов через місця поганої слави і не міг вийти цілком неушкодженим", як висловився Далтон у 1905 році. Дійсно, Далтон записує, що індійські дилери спочатку робили копії речей і намагалися передати їх Франкам, які, хоча й не були обдурені, купували деякі «за невеликий відсоток від вартості золота», а потім отримували справжні предмети, які легко було розпізнати. Значну втіху принесло подібність об'єктів до пізніших знахідок Ахеменідів, багато з яких були розкопані в належних археологічних умовах, якими, звичайно, не був Амудар'їнський скарб. Зокрема, знахідки ювелірних виробів, у тому числі браслетів і торків, у гробниці в Сузах, здійсненій французькою експедицією з 1902 року (нині в Луврі), дуже схожі на знахідки в Оксусі.
Оскільки якість і стиль предметів, як правило, вважалися витримали випробування часом, побоювання з приводу давнину переважної більшості предметів з роками зменшилися. Питання було пожвавлене у 2003 році, коли археолог Оскар Мускарелла, який 40 років працював у Метрополітен-музеї в Нью-Йорку, як повідомили в The Times, у статті Пітера Вотсона, «позначив скарб як здебільшого фальшивий». Однак його атакував директор Метрополітен Філіп де Монтебелло, який сказав, що Мускарелла, давній критик толерантності музеїв і навіть заохочення торгівлі нелегальними старожитностями, залишився там лише через «необхідність академічної роботи», і його самого критикували за придушення дебатів. У статті про скарб Оксуса, опублікованій у 2003 році, Мускарелла не заходить так далеко, але люто нападає на припущену єдність скарбу та розповіді про його походження, а також скептично ставиться до автентичності деяких вотивних табличок (особливо найбільшої на ілюстрації вище). У подальшій статті Джон Кертіс стверджував, що є переважна кількість сучасних доказів того, що скарб було виявлено на північному березі річки Амудар'я між 1877 і 1880 роками, і він також стверджує, що більшість, якщо не всі об'єкти у Скарбі є справжніми.

## Уряд Таджикистану
У 2007 році Емомалі Рахмон, президент Таджикистану, повідомлялося, що вони закликали до репатріації скарби, незважаючи на той факт, що вони були знайдені і продані місцевими жителями і придбані музеями на арт-ринку. Однак уряд Таджикистану не висунув жодної офіційної заяви, і у 2013 році Британський музей представив уряду Таджикистану «високоякісні золоті копії» частин з Амудар'їнського скарбу, призначені для нового Таджицького національного музею.

## Подальше читання
- Викрадення грому Зевса

1. ↑  Curtis, John (1 вересня 2004). The Oxus Treasure in the British Museum. Ancient Civilizations from Scythia to Siberia (англ.). 10 (3–4): 293—338. doi:10.1163/1570057042596397.